# Kanna (mått)
Kanna är ett gammalt europeiskt rymdmått för såväl våta som torra varor och varierade mellan länder eller regioner. Den var gjord av trä i kubisk form eller en cylinder av metall för torra varor och metall i konisk eller cylindrisk form för våta varor.

## Danmark
I Danmark var 1 kanna (danska: kande) = 1,92 liter.

## Sverige
Standardiseringen för kannan bestämdes genom kunglig förordning 1737 och 1739. I det nyare svenska decimalsystemet infört 1855 var kannan en rymdmåttsenhet med 1 kanna = 1/10 kubikfot = 2,617 liter. I stadgan från 1855 var vikten av en kanna vatten vid ett lufttryck av 25,6 decimaltums kvicksilvertryck och + 15° C 6,1522 skålpund.
En kanna = 2 stop = 2,62 liter. Enligt 1665 års regler var 1 kanna = 2,617 liter. För våta varor var 1 kanna= 1/48 tunna = 2 stop = 8 kvarter = 32 jungfrur (ort). Ett icke officiellt rymdmått av varierande storlek fanns även under beteckningen så, vilket särskilt motsvarade 16 kannor.
För torra varor var 1 kanna= 1/56 tunna = 4/7 kappe (1 kappe = 4,6 liter)

### Tabeller
Nedan visas två tabeller där kannan jämförs med andra äldre svenska våtvarumått.
| Foder  | Pipa | Oxhuvud | Fat (Åm) | Halvfat | Ankare | Halvankare | Kanna | Liter   |
| ------ | ---- | ------- | -------- | ------- | ------ | ---------- | ----- | ------- |
| 1      | 2    | 4       | 6        | 12      | 24     | 48         | 360   | 942,12  |
|        | 1    | 2       | 3        | 6       | 12     | 24         | 180   | 471,06  |
|        |      | 1       | 1,5      | 3       | 6      | 12         | 90    | 235,53  |
|        |      |         | 1        | 2       | 4      | 8          | 60    | 157,02  |
|        |      |         |          | 1       | 2      | 4          | 30    | 78,51   |
|        |      |         |          |         | 1      | 2          | 15    | 39,255  |
|        |      |         |          |         |        | 1          | 7,5   | 19,6275 |
|        |      |         |          |         |        |            | 1     | 2,6170  |
| Källa: |      |         |          |         |        |            |       |         |

| Kanna  | Stop | Halvstop | Kvarter | Halvkvarter | Jungfru (Ort) | Liter      |
| ------ | ---- | -------- | ------- | ----------- | ------------- | ---------- |
| 1      | 2    | 4        | 8       | 16          | 32            | 2,617      |
|        | 1    | 2        | 4       | 8           | 16            | 1,3085     |
|        |      | 1        | 2       | 4           | 8             | 0,65425    |
|        |      |          | 1       | 2           | 4             | 0,327125   |
|        |      |          |         | 1           | 2             | 0,1635625  |
|        |      |          |         |             | 1             | 0,08117813 |
| Källa: |      |          |         |             |               |            |

## Tyskland
I Tyskland var 1 måttkanna (tyska: Maßkanne) = 2 sejdel (tyska: Seidel) = 1,069 liter.